# Latschur
Latschur – szczyt w Alpach Gailtalskich, w Alpach Wschodnich. Leży w Austrii, w Karyntii. Szczyt ten różni się od reszty Alp Gailtalskich. Jego szczyt jest zaokrąglony i trawiasty, a nie ostry i skalisty. Mimo to widok ze szczytu jest ciekawy; zobaczyć można między innymi dolinę Drawy i jezioro Weißensee. Jest największym szczytem grupy Latschur.